# Eupithecia diffisata
Eupithecia diffisata là một loài bướm đêm trong họ Geometridae.